# Октябрьское сельское поселение (Приморский край)
Октябрьское се́льское поселе́ние — упразднённое сельское поселение в Ханкайском районе Приморского края.
Административный центр — село Октябрьское.

## История
Статус и границы сельского поселения установлены Законом Приморского края от 6 декабря 2004 года № 186-КЗ «О Ханкайском муниципальном районе».
Законом Приморского края от 27 апреля 2015 года № 595-КЗ, Комиссаровское, Октябрьское и Ильинское сельские поселения преобразованы, путём объединения, в Ильинское сельское поселение с административным центром в селе Ильинка.

## Население
| 2010 | 2011  | 2012  | 2013  | 2014  | 2015  |
| ---- | ----- | ----- | ----- | ----- | ----- |
| 1555 | ↘1550 | ↘1498 | ↘1450 | ↘1403 | ↘1398 |

## Состав сельского поселения
В состав сельского поселения входило 4 населённых пункта:
| № | Населённый пункт | Тип населённого пункта       | Население |
| - | ---------------- | ---------------------------- | --------- |
| 1 | Люблино          | село                         | ↘223      |
| 2 | Майское          | село                         | ↘562      |
| 3 | Новониколаевка   | село                         | ↘233      |
| 4 | Октябрьское      | село, административный центр | ↘537      |

## Местное самоуправление
Администрация
Адрес: 692691, с. Октябрьское, ул. Советская, 24-Б. Телефон: 8 (42349) 94-2-68
Глава администрации
- Богданов Николай Иванович